# A Bronx Tale
A Bronx Tale is een Amerikaanse misdaad-dramafilm uit 1993 van Robert De Niro, die hiermee als regisseur debuteerde. Het verhaal werd geschreven door De Niro's tegenspeler Chazz Palminteri en is autobiografisch. Het speelt zich af gedurende diens jeugd in New York in de turbulente jaren 60.

## Het verhaal
De film begint in 1960 wanneer een jonge Calogero (Francis Capra) ooggetuige is van een moord, uitgevoerd door de lokale maffiabaas Sonny (Chazz Palminteri). Calogero besluit te zwijgen en de dader niet te verraden waardoor Sonny hem al gauw opneemt in zijn bende. Calogero bezoekt Sonny elke dag en dat terwijl zijn vader Lorenzo (Robert De Niro) nog zo aandringt uit zijn buurt te blijven.
Acht jaar later, in 1968, is Calogero (Lillo Brancato) een jongeman geworden. Hij zal nu geleidelijk aan de keuze moeten maken tussen zijn vader Lorenzo en zijn mentor Sonny. Bovendien wordt hij ook nog eens verliefd op een Afro-Amerikaans meisje, maar de vrienden van Calogero zijn racistisch en vallen de broer van het meisje en haar vrienden constant lastig. Uiteindelijk besluiten zijn vrienden om zelfs een hele Afro-Amerikaanse buurt aan te vallen.

## Acteurs en actrices
| Acteur            | Personage                     |
| ----------------- | ----------------------------- |
| Robert De Niro    | Lorenzo Anello                |
| Chazz Palminteri  | Sonny LoSpecchio              |
| Lillo Brancato    | Calogero 'C' Anello (17 jaar) |
| Francis Capra     | Calogero 'C' Anello (9 jaar)  |
| Taral Hicks       | Jane Williams                 |
| Joe Pesci         | Carmine                       |
| Kathrine Narducci | Rosina Anello                 |

## Crew
- Robert De Niro - regisseur, producer
- Chazz Palminteri - scenario
- Peter Gatien - producer
- Butch Barbella - muziek
- Robert Q. Lovett - montage
- David Ray - montage

## Achtergrond
Het scenario is gebaseerd op een toneelstuk geschreven door Palminteri. Hij schreef dit op basis van de dingen die hij zag en meemaakte in zijn eigen jeugd in The Bronx. In de film speelt hij niet zichzelf, maar gangster Sonny. Palminteri's eigenlijke voornaam is Calogero; zijn artiestennaam Chazz is een verbastering van zijn tweede voornaam, Lorenzo.